# Lac Heney
Lac Heney är en sjö i Kanada.   Den ligger i regionen Outaouais och provinsen Québec, i den sydöstra delen av landet, 70 km norr om huvudstaden Ottawa. Lac Heney ligger 141 meter över havet.
I omgivningarna runt Lac Heney växer i huvudsak lövfällande lövskog. Trakten runt Lac Heney är nära nog obefolkad, med mindre än två invånare per kvadratkilometer.